# Air Italy
AIR ITALY S.p.A., що діє як Air Italy — колишня приватна італійська авіакомпанія зі штаб-квартирою в Ольбії. Авіакомпанія була другою за величиною авіакомпанією в Італії, після Alitalia. Авіакомпанія є дочірньою компанією AQA Holding, що належить компаніям Alisarda (51%) та Qatar Airways (49%). Він здійснює регулярні рейси за внутрішньоєвропейськими та міжконтинентальними напрямками. Головні хаби — аеропорт Мілан-Мальпенса та аеропорт Ольбія.
11 лютого 2020 року компанія Air Italy припинила всі власні операції та розпочала процес ліквідації

## Код-шерінг
Air Italy має договори про код-шерінг з наступними авіакомпаніями:
- Air Malta
- Air Moldova
- Blue Air
- Blue Panorama Airlines
- British Airways
- Iberia
- Qatar Airways[4]
- S7 Airlines

## Напрямки

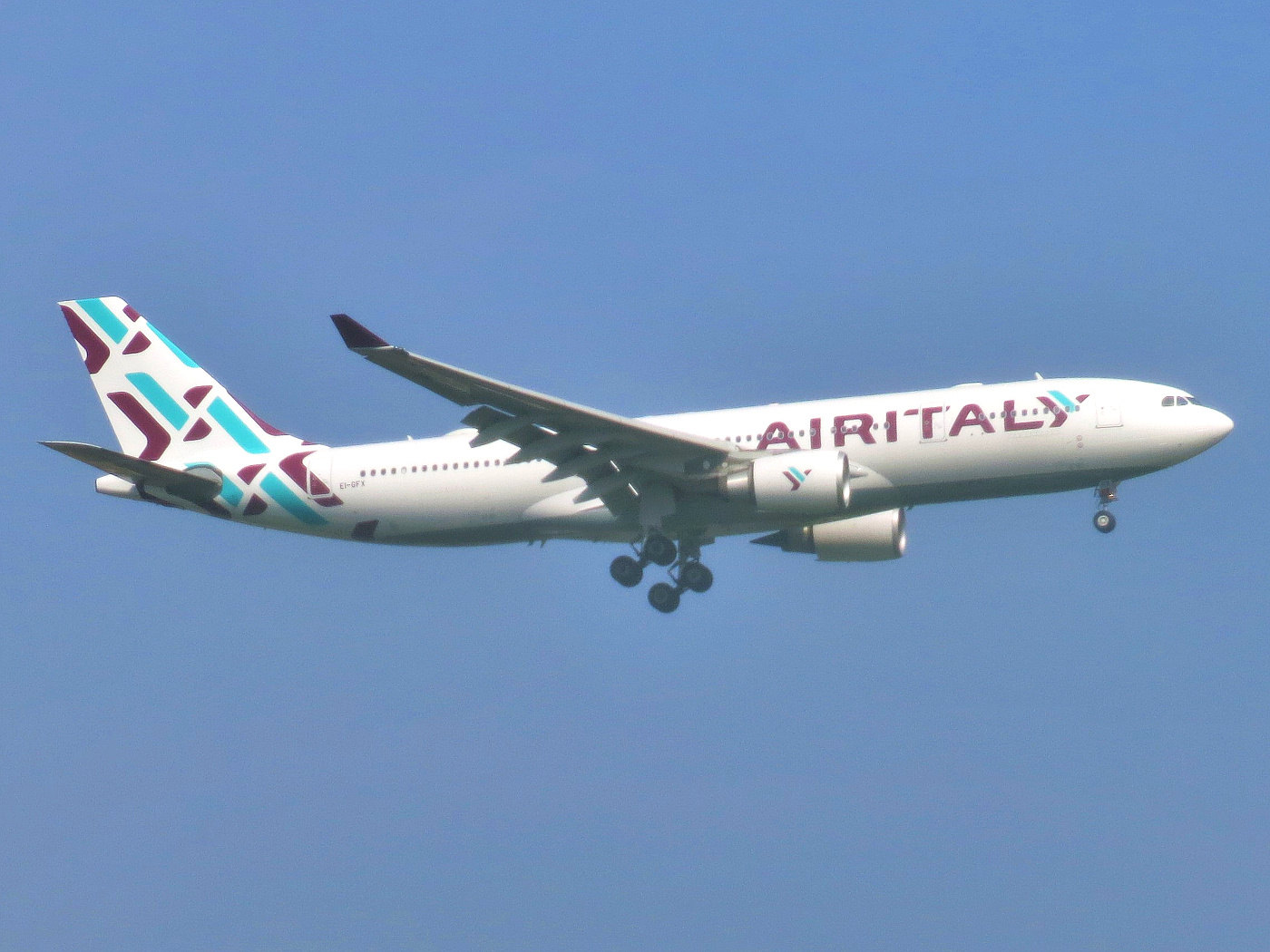
Air Italy Airbus A330-200

| Місто         | Держава         | Аеропорт                                 | Примітки         |
| ------------- | --------------- | ---------------------------------------- | ---------------- |
| Аккра         | Гана            | Котока (аеропорт)                        | [ 5 ]            |
| Бангкок       | Таїланд         | Бангкок-Суварнабхумі                     | з 9 вересня 2018 |
| Болонья       | Італія          | Болонья (аеропорт)                       |                  |
| Каїр          | Єгипет          | Каїр (аеропорт)                          | [ 6 ]            |
| Катанія       | Італія          | Катанія (аеропорт)                       |                  |
| Дакар         | Сенегал         | Дакар (аеропорт)                         |                  |
| Делі          | Індія           | Делі                                     | з 28 жовтня 2018 |
| Гавана        | Куба            | Гавана (аеропорт)                        |                  |
| Лагос         | Нігерія         | Лагос (аеропорт)                         | [ 5 ]            |
| Ламеція-Терме | Італія          | Ламеція-Терме (аеропорт)                 | з 26 серпня 2018 |
| Лондон        | Велика Британія | Лондон-Гатвік                            | Сезонний         |
| Маямі         | США             | Маямі (аеропорт)                         | Сезонний         |
| Мілан         | Італія          | Мілан-Лінате                             |                  |
| Мілан         | Італія          | Мілан-Мальпенса                          | хаб              |
| Мілан         | Італія          | Мілан-Бергамо                            | Сезонний         |
| Момбаса       | Кенія           | Момбаса (аеропорт)                       | Сезонний         |
| Москва        | Росія           | Москва-Домодєдово                        | [ 8 ]            |
| Мумбай        | Індія           | Мумбай (аеропорт)                        | з 30 жовтня 2018 |
| Неаполь       | Італія          | Аеропорт Неаполь                         |                  |
| New York City | United States   | Міжнародний аеропорт імені Джона Кеннеді | [ 7 ]            |
| Ольбія        | Італія          | Ольбія                                   | хаб              |
| Палермо       | Італія          | Палермо (аеропорт)                       |                  |
| Рим           | Італія          | Рим-Фіумічіно                            |                  |
| Шарм-ель-Шейх | Єгипет          | Шарм-ель-Шейх (аеропорт)                 |                  |
| Турин         | Італія          | Турин                                    | Сезонний         |
| Венеція       | Італія          | Венеція                                  | Сезонний         |
| Верона        | Італія          | Верона (аеропорт)                        | Сезонний         |
| Занзібар      | Танзанія        | Занзібар (аеропорт)                      | Сезонний         |

## Флот

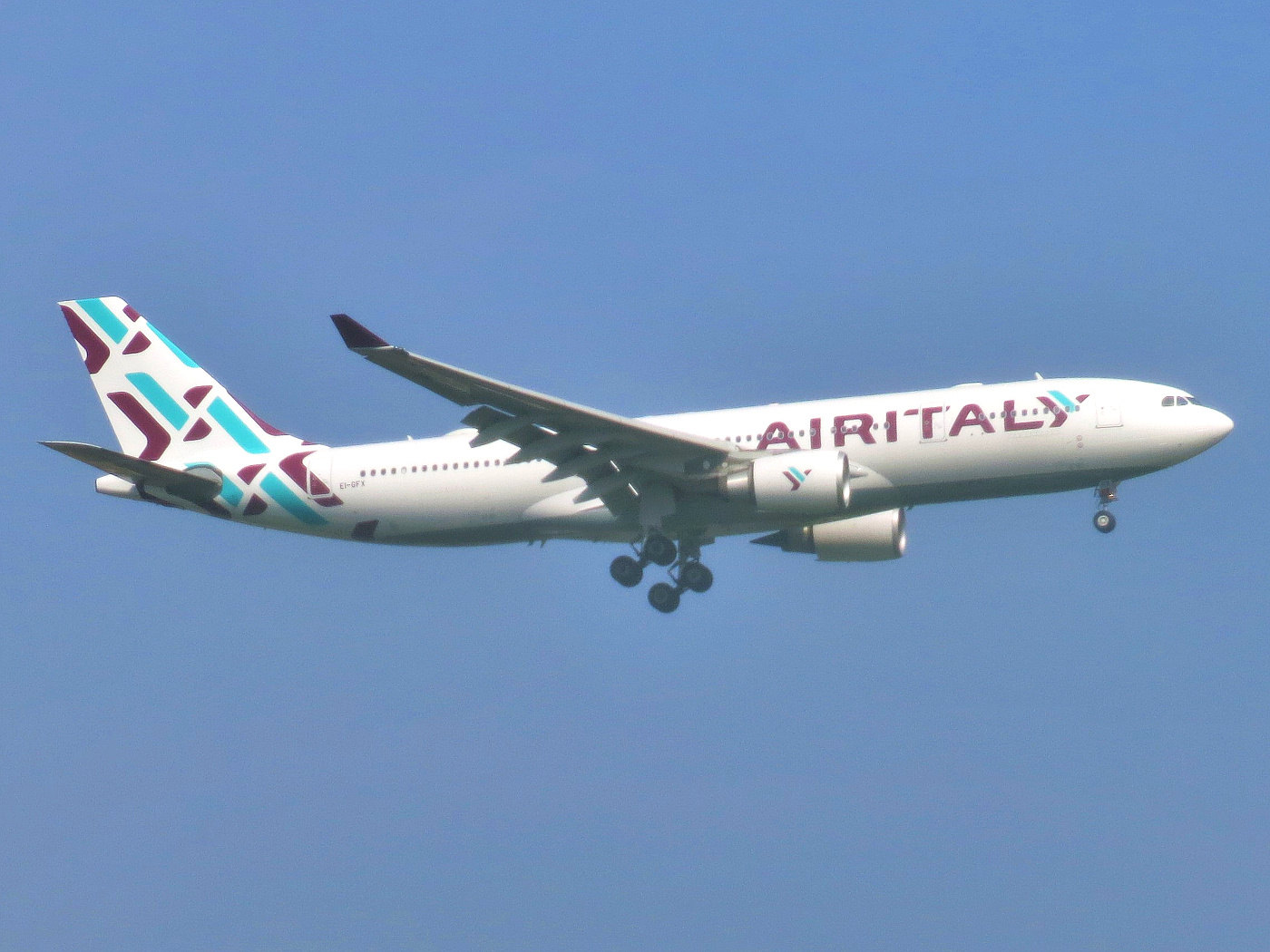
Air Italy Airbus A330-200

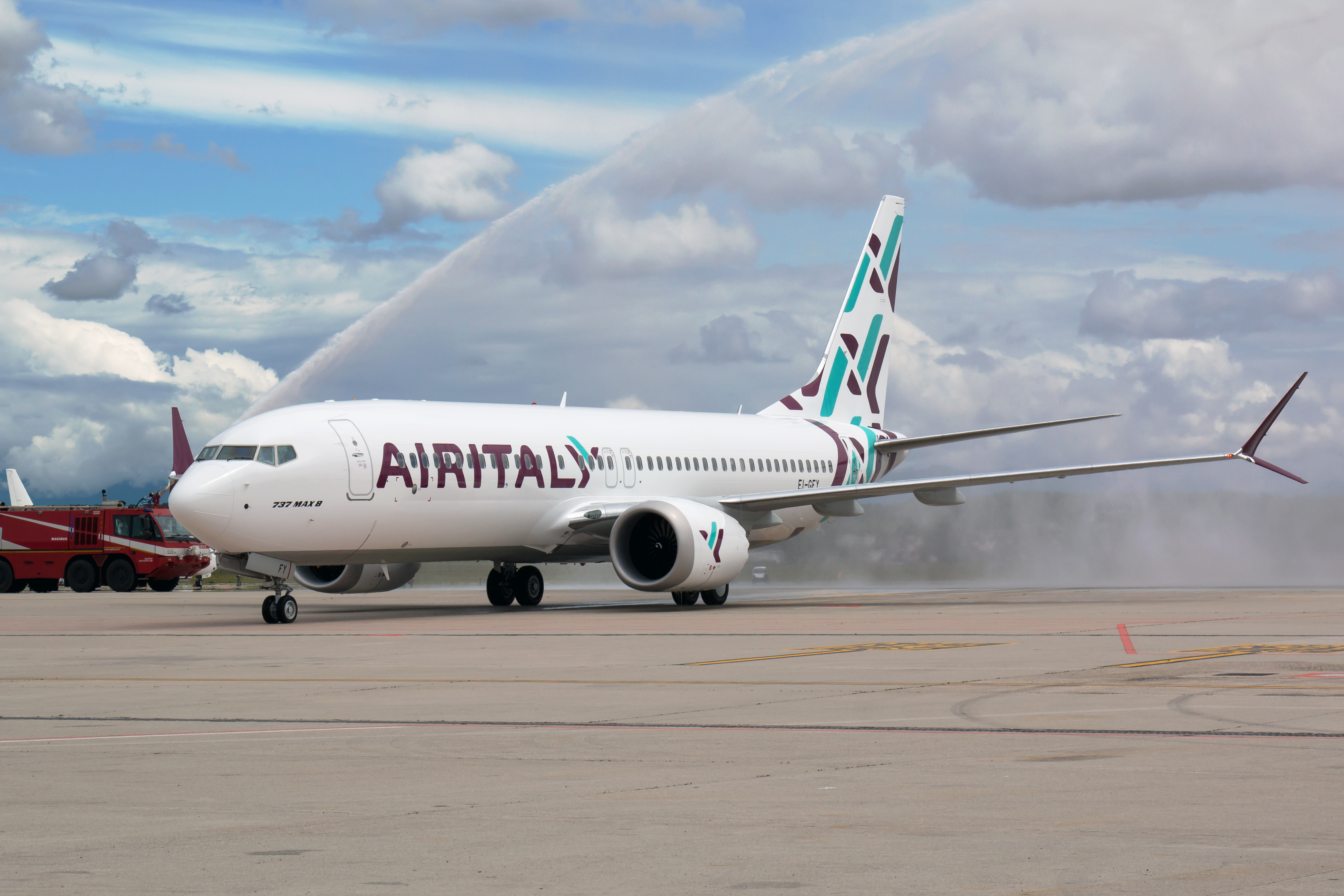
Air Italy Boeing 737 MAX 8

Флот Air Italy на травень 2018:
| Тип              | В дії | Замовлено | Пасажирів | Пасажирів | Пасажирів | Примітки                                    |
| Тип              | В дії | Замовлено | C         | Y         | Total     | Примітки                                    |
| ---------------- | ----- | --------- | --------- | --------- | --------- | ------------------------------------------- |
| Airbus A330-200  | 2     | 3         | 24        | 236       | 260       | Мають бути замінені на Boeing 787-8 з 2019. |
| Boeing 737-700   | 1     | —         | —         | 149       | 149       | Мають бути замінені на Boeing 737 MAX 8.    |
| Boeing 737-800   | 7     | —         | —         | 189       | 189       | Мають бути замінені на Boeing 737 MAX 8.    |
| Boeing 737 MAX 8 | 2     | 18        | 12        | 174       | 186       | .                                           |
| Boeing 767-300ER | 3     | —         | 12        | 276       | 288       | To be phased-out by 2019.                   |
| Boeing 767-300ER | 3     | —         | —         | 304       | 304       | To be phased-out by 2019.                   |
| Boeing 787-8     | —     | 30        | TBA       | TBA       | TBA       | На заміну Airbus A330-200 з 2019            |
| Разом            | 15    | 51        |           |           |           |                                             |